# Dunja Rajter
Dunja Rajter (Našice, 3. ožujka 1940.) je u Njemačkoj vrlo poznata hrvatska glumica i glazbena umjetnica. Angažirana je u brojnim humanitarnim projektima u Hrvatskoj.
Od 1964. godine živi u Njemačkoj i dobitnica je brojnih profesionalnih nagrada.

## Diskografija
- singlovi
- 1970.: Was ist schon dabei
- 1971.: Salem Aleikum
- 1971.: Chiribi, chiriba, chiribu
- 1972.: Joschi war ein Zigeuner
- 1977.: Junges Herz
- 1977.: Es könnte sein – es muß nicht sein
- 1979.: Ich überleb’s (I will survive)
- 1980.: Ich glaub dir
- 1980.: Wie ein Kind (Seasons)
- 1981.: Spürst du nicht, wie glücklich ich bin (The melody plays)
- 1989.: Gelber Mond

## Filmovi
- 1961.: Carevo novo ruho kao dama #4 – redatelj: Ante Babaja
- 1961.: Pustolov pred vratima kao Kristina – redatelj: Šime Šimatović
- 1963.: Winnetou – redatelj: Harald Reinl
- 1964.: Teufel im Fleisch / Schleichendes Gift – redatelj: Hermann Wallbrück
- 1964.: Unter Geiern – redatelj: Alfred Vohrer
- 1965.: Der unheimliche Mönch – redatelj: Harald Reinl
- 1966.: Der Beginn (TV) – redatelj: Peter Lilienthal
- 1967.: Großer Mann, was nun? (TV) – redatelj: Eugen York
- 1967.: Das Kriminalmuseum: Teerosen (TV) – redatelj: Georg Tressler
- 1967.: Lösegeld für Mylady (TV) – redatelj: Georg Wildhagen
- 1967.: Kuckucksjahre – redatelj: George Moorse
- 1967.: Das große Glück – redatelj: Franz Antel
- 1967.: St. Pauli zwischen Nacht und Morgen – redatelj: José Bénazéraf
- 1968.: Die Mühle von Sanssouci (TV) – redatelj: Erich Neureuther
- 1970.: Sir Henri Deterding (TV) – redatelj: Jürgen Goslar
- 1970.: Der Kommissar: Anonymer Anruf – redatelj: Helmut Käutner
- 1972.: Salto Mortale: Gastspiel in Stockholm (TV) – redatelje: Michael Braun
- 1979.: Die Brut des Bösen – redatelj: Christian Anders
- 1986.: Das Traumschiff: Bali – redatelj: Hans-Jürgen Tögel
- 1990.: Roda Roda (TV) – redatelj: Hermann Leitner
- 1993.: Tisch und Bett (TV)
- 1994.: Ihre Exzellenz, die Botschafterin (TV) – redatelj: Peter Deutsc.h
- 2009.: Löwenzahn: Wildes Kraut - Der unschlagbare Löwenzahn  (TV)
- 2010.: Mord in bester Gesellschaft: Das Ende vom Lied (TV) - redatelj: Hans Werner

## Vanjske poveznice
- Webstranica Dunje Rajter